# کلیسای همه مقدسان (کوئنکا)
کلیسای تودوس سانتوس به معنای کلیسای همۀ مقدسان (به اسپانیایی: Iglesia de Todos los Santos) یکی از کلیساهای تاریخی شهر کوئنکا در اکوادور است.